# Diadocidiidae
Diadocidiidae zijn een familie uit de orde van de tweevleugeligen (Diptera), onderorde muggen (Nematocera). Wereldwijd omvat deze familie 4 genera en 39 soorten.